# Bataille de Niš (1443)
Pour les articles homonymes, voir Bataille de Niš.
Guerre entre les Ottomans et le royaume de Hongrie
La bataille de Niš oppose les croisés menés par Jean Hunyadi aux troupes de l'Empire ottoman. Elle se déroule en novembre 1443 à Niš, sur le territoire actuel de la Serbie et se termine par la défaite des trois garnisons de l'armée ottomane.

## Contexte
En 1440, Jean Hunyadi devient le conseiller de confiance et le soldat le plus estimé du roi Ladislas III Jagellon. En récompense, Hunyadi reçoit la capitainerie de la forteresse de Belgrade et est chargé des opérations militaires contre les Ottomans. Le roi Ladislas lui accorde également des domaines dans l'est de la Hongrie. Hunyadi montre rapidement une capacité extraordinaire à rassembler ses défenses malgré des ressources limitées. Il est victorieux à Semendria sur Ishak Bey (en) en 1441. Non loin de Nagyszeben, en Transylvanie, il anéantit une force ottomane et récupère pour la Hongrie la suzeraineté de la Valachie. En juillet 1442, aux Portes de fer, il vainc une formation ottomane massive de 80 000 hommes dirigée par Sehabbedin. Ces victoires font de Hunyadi un ennemi de premier plan des Ottomans et un militaire réputé dans toute la chrétienté. Ces succès l'incitent également à entreprendre en 1443, avec le roi Władysław, une longue expédition qui se clôture par la bataille de Niš. Hunyadi est accompagné de Giuliano Cesarini pendant cette campagne. L'armée des Croisés se compose de 25 000 ou plus de troupes et de 600 wagons de guerre,. Hunyadi mène 12 000 cavaliers pour localiser et vaincre Kasim Pacha (tr), tandis que Ladislas et Brankovic restent au camp avec les wagons de guerre.

## Bataille
La bataille pour Niš n'était pas une bataille, mais cinq batailles différentes. Le premier engagement était une bataille contre une petite garnison à Niš et la capture, le pillage et l'incendie de la ville par les Croisés. Cela a été suivi de trois batailles différentes contre trois armées ottomanes différentes avançant sur Niš. Enfin, il y eut une bataille contre les restes des trois armées ottomanes.
La dernière bataille eut lieu dans la plaine entre Bolvani et Niš le 3 novembre 1443. Les forces ottomanes étaient dirigées par Kasim Pacha (tr), le beylerbey de Roumélie, Turahan Bey et Ishak Bey (en). Après la défaite ottomane, les forces en retraite de Kasim Pacha et Turahan Bey ont brûlé tous les villages entre Niš et Sofia. Les sources ottomanes expliquent la défaite ottomane comme étant due à un manque de coopération entre les différentes armées ottomanes qui étaient dirigées par différents commandants.

## Conséquences
Selon Laonicos Chalcondyle, « fatigués après que Hunyadi a forcé les Ottomans à se retirer dans les Balkans en 1443, les vieux seigneurs se sont dépêchés de tous côtés pour reprendre possession des champs de leurs pères ». L'un d'eux était Gjergj Kastrioti Skanderbeg qui a déserté l'armée ottomane avec son neveu Hamza Kastrioti et 300 loyaux Albanais et, après avoir capturé Krujë, a commencé une lutte de vingt-cinq ans contre l'Empire ottoman,.
Mourad II a signé un traité de dix ans et abdiqué en faveur de son fils Mehmed II. Lorsque la paix fut rompue l'année suivante, Mourad retourna dans les Balkans et gagna la bataille de Varna en novembre 1444.

## Sources
- (en) John Jefferson, The Holy Wars of King Wladislas and Sultan Murad : The Ottoman-Christian Conflict from 1438–1444, Leyde, Brill, 2012, 514 p. (ISBN 978-90-04-21904-5, lire en ligne)